# Hypocacculus metallescens
Hypocacculus metallescens är en skalbaggsart som först beskrevs av Wilhelm Ferdinand Erichson 1834.  Hypocacculus metallescens ingår i släktet Hypocacculus och familjen stumpbaggar. Inga underarter finns listade i Catalogue of Life.